# Tyranneutes
Tyranneutes – rodzaj ptaków z podrodziny skoczków (Neopelminae) w rodzinie gorzykowatych (Pipridae).

## Zasięg występowania
Rodzaj obejmuje gatunki występujące w Amazonii i regionie Gujana.

## Morfologia
Długość ciała 7–9 cm; masa ciała 6–10 g.

## Systematyka

### Etymologia
Tyranneutes: gr. τυραννευω turanneuō „być tyranem”, od τυραννος turannos „tyran”.

### Podział systematyczny
Do rodzaju należą następujące gatunki:
- Tyranneutes stolzmanni (Hellmayr, 1906) – skoczek Sztolcmana
- Tyranneutes virescens (von Pelzeln, 1868) – skoczek karłowaty